# Софийская площадь
Софийская площадь (укр. Софійська площа) — одна из центральных и древнейших площадей Киева. На Софийской площади расположена колокольня Софийского собора и памятник Богдану Хмельницкому. Площадь расположена между Владимирской улицей, Владимирским проездом, улицей Аллы Тарасовой, Софиевской улицей и Рыльским переулком.

## История

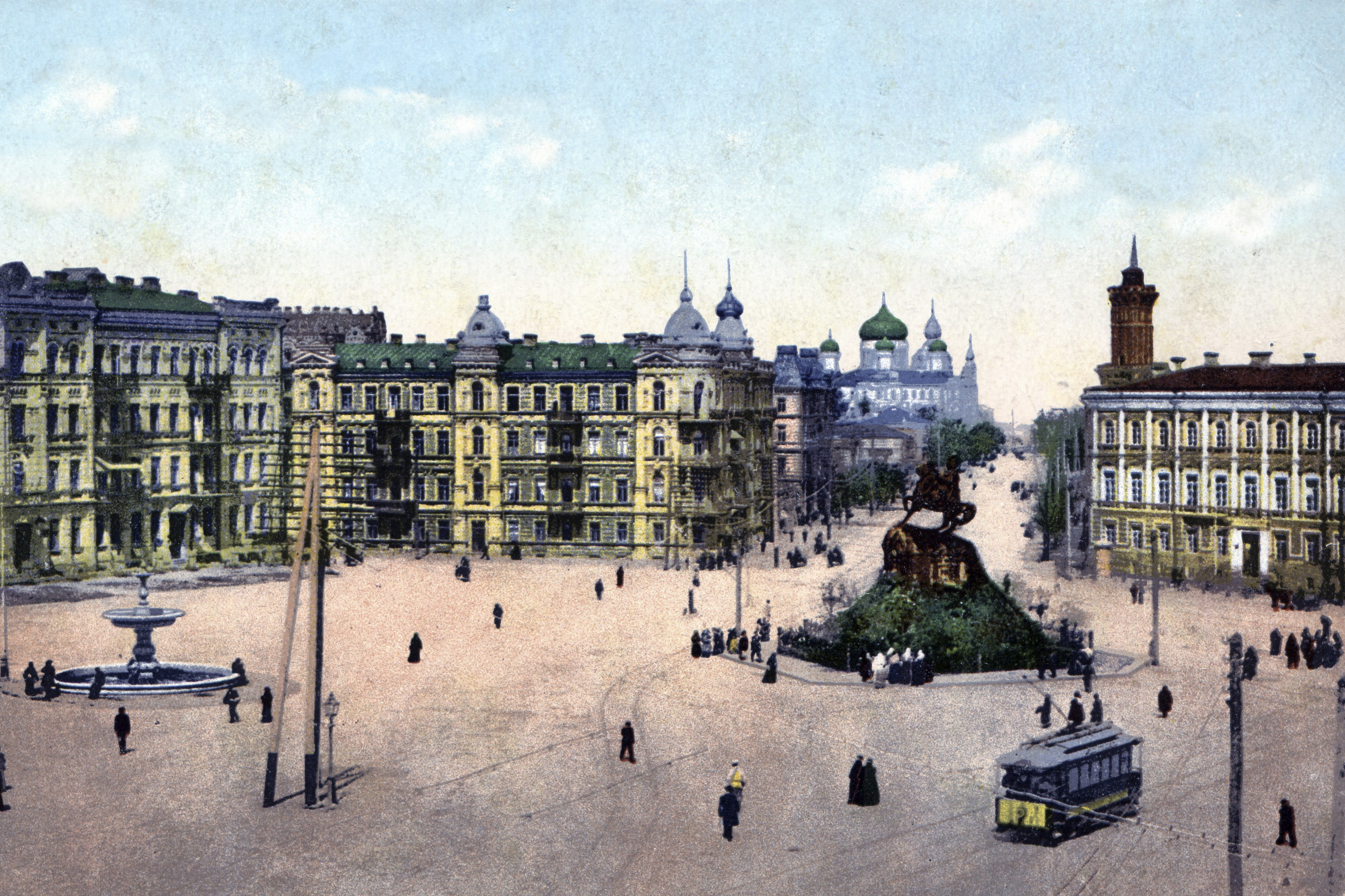
Софийская площадь, 1900 год

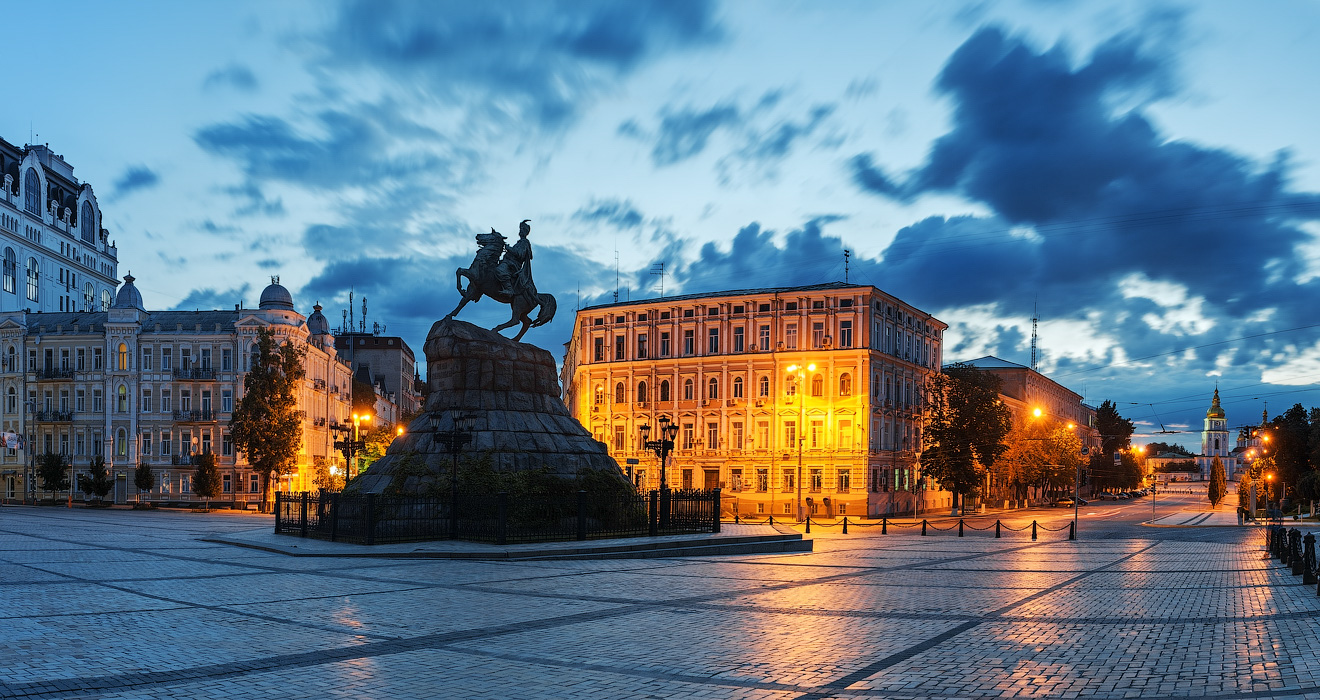
Памятник Богдану Хмельницкому

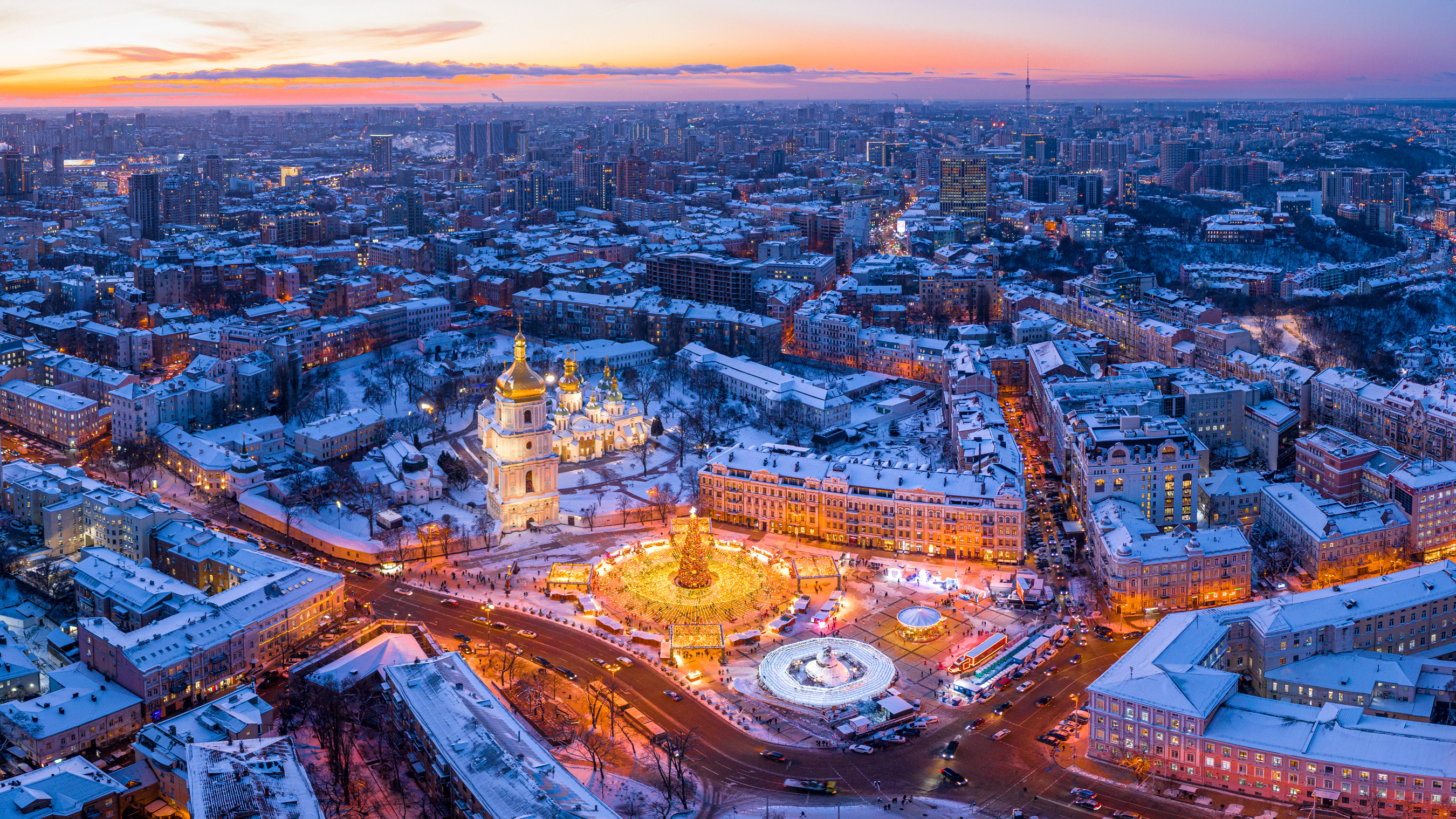
Вид с воздуха на Софийскую площадь

По преданию, на месте Софийской площади, которая была полем близ городских стен, Ярослав Мудрый в 1036 году разгромил печенегов, после чего построил на этом месте Собор святой Софии, а площадь перед ним назвал Софийской. После постройки в 1854—1857 годах Присутственных мест отделена от соседней Михайловской площади, на которой расположен восстановленный Михайловский Златоверхий собор. С 1921 по 1944 год называлась Площадью Красных героев Перекопа, в честь победы Красной Армии над врангелевцами под Перекопом в 1920 году. С 1944 по 1993 год носила имя Богдана Хмельницкого по находящемуся в её центре памятнику, воздвигнутому в 1888 году.
22 января 1919 года, в день провозглашения Акта объединения УНР и ЗУНР на Софийской площади прозвучали слова:

«Отныне сливаются воедино веками отделенные друг от друга части Украины — Галичина, Буковина, Закарпатье и Приднепрянская Украина — в одну Великую Украину. Исполнились исконные мечты, ради которых жили и за которые умирали лучшие сыны Украины. Отныне есть только одна независимая Украинская Народная Республика. Отныне украинский народ, освобожденный могучим порывом своих собственных сил, имеет возможность объединить все усилия своих сыновей для создания нераздельного независимого Украинского Государства для добра и счастья украинского народа…»

Позднее этот день станет отмечаться в стране как День соборности Украины.

## Важные учреждения
- На площадь выходит торцом комплекс зданий Главного Управления МВД Украины в городе Киеве, занимающее целый квартал между улицами Владимирская, Большая Житомирская и Владимирский проезд.

## Транспорт
- Ближайшие станции метрополитена — «Площадь Независимости», «Золотые ворота».
- Троллейбусы 16, 18